# Montel Vontavious Porter
Alvin Burke jr. (født d. 28. oktober 1973) er en amerikansk fribryder der arbejder for World Wrestling Entertainment som M.V.P. (Montel Vontavious Porter), og er nuværende amerikansk mester.

## Før wrestling
Før sin karriere som wrestlere havde Alvin Burke siddet i spjældet i næsten 10 år, for røveri og kidnapning. Da han blev løsladt, besluttede han sig for at blive wrestler, og kæmpede som Antonia Banks i forbund som Full Impact Pro, og endda tidlige udsendelser af Total Nonstop Action.

## World Wrestling Entertainment
Alvin Burke debuterede som Montel Vontavious Porter i efteråret 2006, hvor han skrev en kontrakt med Theodore Long om at blive eksklusiv SmackDown! wrestler. Her dukkede han ofte op med en rækker kvinder og bodyguards omkring sig. M.V.P. debuterede i sit usædvanlige "outfit" der minder meget om noget set fra Power Rangers, og hans modstander var blot en "jobber", hvilket fik Teddy Long til at tvivle på ham. M.V.P. krævede derfor en sværere modstander for at bevise sit værd, og fik Kane der debuterede på SmackDown! M.V.P. og Kane kæmpede frem til WWE Armageddon 2006, hvor Kane besejrede M.V.P. i en Inferno match. M.V.P. fik forbrændinger over kroppen, og forsvandt et stykke tid. Herefter begyndte han en fejde mod Chris Benoit, hvor han virkelig blomstrede op som en teknisk dygtig wrestler. De mødtes ved WrestleMania 23, men der trak Benoit det længste strå, og det gjorde han igen ved WWE Backlash 2007. Ved WWE Judgment Day 2007 lykkedes det endelig, og M.V.P. besejrede Benoit og vandt den amerikanske WWE United States Heavyweight Title. MVP arbejder i dag for New Japan Pro Wrestling.